# مولون لابه
مولون لابه (یونانی باستان: μολὼν λαβέ molṑn labé) به معنای بیا بگیرش عبارتی به زبان یونانی باستان با مفهوم مبارزه‌طلبی است. به گفتهٔ پلوتارک، این عبارت موجز را شاه اسپارت لئونیداس در پاسخ به درخواست شاهنشاه هخامنشی خشایارشا مبنی بر اینکه اسپارت‌ها سلاح‌شان را تسلیم کنند گفت. به گفتهٔ هرودوت گفتگوی بین لئونیداس و خشایارشا به صورت کتبی و پیش از آغاز نبرد ترموپیل (۴۸۰ پ. م) صورت گرفته بود. لئونیداس و اسپارت‌های همراهش از ارتش خشایارشا شکست خوردند و همگی کشته شدند، اما این شکست الهام‌بخش نیروهای یونانی شد و آنها بعدها در نبرد سالامیس و نبرد پلاته بر هخامنشیان پیروزی یافتند و آنها را از یونان بیرون راندند.
اشاره‌ها به این عبارت در طول تاریخ و به‌ویژه در طی جنگ انقلاب آمریکا رواج داشته‌است.